# Roodnekkruiplijster
De roodnekkruiplijster (Pomatorhinus ruficollis) is een zangvogel uit de familie Timaliidae (timalia’s).

## Verspreiding en leefgebied
Deze soort komt voor van de Himalaya tot zuidoostelijk China en telt 13 ondersoorten:
- P. r. ruficollis: de centrale Himalaya.
- P. r. godwini: de oostelijke Himalaya, noordelijk Assam (noordoostelijk India) en zuidwestelijk China.
- P. r. bakeri: van zuidelijk Assam (noordoostelijk India) tot zuidoostelijk Bangladesh en westelijk Myanmar.
- P. r. similis: van noordoostelijk Myanmar tot zuidelijk-centraal China.
- P. r. styani: oostelijk China.
- P. r. albipectus: van zuidelijk China tot noordelijk Laos.
- P. r. beaulieui: noordelijk en centraal Laos.
- P. r. laurentei: noordelijke-centraal Yunnan (zuidelijk China).
- P. r. reconditus: zuidoostelijk Yunnan (zuidelijk China) en noordelijk Vietnam.
- P. r. hunanensis: zuidoostelijk China.
- P. r. eidos: zuidelijk-centraal China.
- P. r. stridulus: noordelijk-centraal en oostelijk China.
- P. r. nigrostellatus: Hainan (nabij zuidoostelijk China).

## Status
De grootte van de populatie is niet gekwantificeerd maar de soort wordt omschreven als algemeen. Op de Rode lijst van de IUCN heeft deze soort de status niet bedreigd.